# قلعه المرقب

نمایی از قلعه المرقب از ساحل، در شمال بانیاس

قلعه المرقب (به عربی: قلعة المرقب) یک قلعه و محوطه باستانی و دیوار دفاعی قدیمی در ۵ کیلومتری سمت شرق شهر بانیاس در کنار ساحل سوریه که تابع منطقه بانیاس در استان طرطوس واقع شده‌است، این قلعه در سال ۱۰۶۲ میلادی در بالای یک تپه به ارتفاع ۳۷۰ متر از سطح دریا بنا شده‌است. این قلعه از جانب شرق بر کوهای اللاذقیه و از سمت غرب بر شهر بانیاس و دریای مدیترانه مشرف می‌باشد، اطراف این قصر را کوه‌ها و جنگل‌های زیبایی پوشانده‌است. دور تا دور این قلعه را خندق و کانال بزرگی احاطه کرده‌است که فقط از طریق یک پل متحرک امکان ورود به قلعه از طریق در اصلی قلعه وجود دارد، در مورد این قلعه منابع و مراجع زیادی آن را توصیف کرده و دربارهٔ آن نوشته و گفته‌اند، از جمله ابوالمحاسن در کتاب خودش به نام النجوم الزاهره گفته‌است که قلعه المرقب یک قلعه بسیار مستحکم و مقاوم بوده‌است.
امکان ندارد مسافری از سمت لاذقیه یا طرطوس حرکت کرده باشد و در منطقه بانیاس برای دیدن این اثر تاریخی که به‌طور عجیبی بین سلسله کوه‌های مشرف بر دریا که جنگل‌ها و درختان آن را پوشانده‌است، خودش را در بالای این تپه به نمایش گذاشته‌است، توقف نکرده باشد، این قلعه المرقب یکی از استحکامات دفاعی ساحلی سوریه در قدیم می‌باشد.

## تاریخچه
این قلعه را زمان خلیفه عباس هارون الرشید در دوره حکومتش بین سال‌های ۱۷۰ هجری قمری تا ۱۹۳ هجری قمری برابر با ۷۸۹ میلادی تا ۸۰۹ میلادی بنا نهاد، بعد از آن این قلعه یک بار دیگر به‌دست رشید الدین الاسماعیلی در سال ۴۵۴ هجری قمری برابر با ۱۰۶۲ میلادی مورد بازسازی قرار گرفت و تا زمان جنگهای صلیبی و مسلط شدن آن‌ها بر این قلعه در سال ۵۱۰ هجری قمری برابر با ۱۱۱۷ میلادی برپا بود، در این زمان نیروهای صلیبی از این قلعه برای استقرار و محافظت خودشان در برابر دیگران مورد استفاده قرار دادند. این قلعه در سال ۵۸۲ برابر با ۱۱۸۲ میلادی به‌دست الاسبتاریه افتاد و در این زمان این قلعه به عنوان دیوار دفاعی بسیار مستحکمی در امتداد سوریه بحساب می‌آمد. در سال ۶۸۴ هجری قمری برابر با ۱۲۸۵ میلادی سلطان قلاوون بعد از نبردهای بسیار سنگین و محاصره طولانی قلعه توانست این قلعه را فتح نماید، لازم است ذکر شود که تصرف این قلعه به دلیل ارتفاع آن و نحوه دیوارکشی این قلعه و موقعیت آن بسیار سخت بوده‌است، با اینکه صلاح الدین ایوبی و حتی سلطان الظاهر بیبرس که پیروزی بزرگی را به‌دست آورد ولی به همین دلیل نتوانست وارد قلعه بشوند، این قلعه در طول تاریخ از فرمان خیلی‌ها سرپیچی کرده‌است، بعد از اینکه این قلعه توسط سلطان قلاوون آزاد شد وی دستور به بازسازی و تقویت استحکامات این قلعه را داد و از نیروهای دریایی خودش یک گروه را برای حمایت این قلعه قرار داد.

## توصیفات
این قلعه در بین دو دیوار محاط شده‌است، دیوار دفاعی بیرونی و دیوار دفاعی داخلی، دیوار بیرونی دارای ۱۴ برج دفاعی بسیار مستحکم می‌باشد، در داخل قلعه نیز بسیاری از تأسیسات و ساختمان‌ها در طول سال‌ها ساخته شده‌است مانند سالن قهرمانان و پهلوانان، سالن سلطنتی، کلیسا، کنیسه معبد یهود، مخازن، راه‌های ورودی دیوارها و برجها که این آثار تماماً به قرن دوم میلادی برمی‌گردد. در این قلعه بتازگی یک دیوار نقاشی شده کشف شده‌است که بنظر می‌آید همان صحنه شام آخر عیسی مسیح می‌باشد در این نقاشی سرهای ۱۲ شخص نقاشی شده‌است که دور آن‌ها هاله‌ای زردرنگ کشیده شده‌است، در بین آن‌ها یک چهره واضح می‌باشد که بولس رسول (پطرس رسول) است. در نزدیکی این قلعه یک معبد قرار دارد که آن را آنتیو خوس بن مینودور بخاطر تجلیل و گرامیداشت مردم و اهالی بانیاس بنا نهاده‌است وی به این معبد یک سری مجسمه نیز اضافه نمود که دلالت داشت بر خداهایی که مردم بانیاس آن‌ها را عبادت می‌کردند مانند ژوپیتر وباخوس.